# Romulus, My Father
Pour plus de détails, voir Fiche technique et Distribution.
Romulus, My Father est un film australien réalisé par Richard Roxburgh, sorti en 2007.

## Synopsis
L'histoire Romulus Gaiţă, immigrant roumain en Australie après la Seconde Guerre mondiale, et de sa relation avec son fils.

## Fiche technique
- Titre : Romulus, My Father
- Réalisation : Richard Roxburgh
- Scénario : Nick Drake d'après le roman Romulus, My Father de Raimond Gaita
- Musique : Basil Hogios
- Photographie : Geoffrey Simpson
- Montage : Suresh Ayyar
- Production : Robert Connolly et John Maynard
- Société de production : Arenafilm
- Société de distribution : Magnolia Pictures (États-Unis)
- Pays :  Australie
- Genre : Biopic et drame
- Durée : 104 minutes
- Dates de sortie : 
  -  Australie : 31 mai 2007

## Distribution
- Eric Bana : Romulus Gaita
- Franka Potente : Christina Gaita
- Marton Csokas : Hora
- Kodi Smit-McPhee : Raimond Gaita
- Russell Dykstra (en) : Mitru
- Jacek Koman : Vacek
- Alethea McGrath : Mme Lillie
- Terry Norris : Tom Lillie
- Esme Melville : Miss Collard
- Veronica Sywak : Lidia Vukovic
- Madeleine Greaves : Alice
- Felicity Soper : la mère d'Alice

## Accueil
Le film a reçu un accueil moyen de la critique. Il obtient un score moyen de 57 % sur Metacritic.